# Лазаренко, Борис Романович
Бори́с Рома́нович Лазаре́нко (11 ноября 1910, Москва — 26 августа 1979, Кишинёв) — советский учёный, доктор технических наук, профессор, академик АН Молдавской ССР. Автор способов обработки металлических заготовок с помощью электроэрозии, нанесения покрытий на металлы, получения порошков и др.

## Биография
Окончил МГУ в 1936 году.
В 1935—1942 годах работал на инженерных должностях во Всесоюзном электротехническом институте. В 1942—1948 годах — научный сотрудник НИИ Министерства электропромышленности СССР.
В июне 1943 года на ученом совете ВЭИ защитил кандидатскую диссертацию по теме «Инверсия электрической эрозии металлов и методы борьбы с разрушением контактов».

Член ВКП(б) с 1947 года.
В июне 1948 года защитил докторскую диссертацию по теме «Электроискровой способ обработки металлов».
С 1948 по 1961 год — директор Центральной научно-исследовательской лаборатории электрической обработки материалов. С конца 1955 года по февраль 1958 года находился в Китае в качестве советника при президенте АН КНР. С 1961 года — директор Института прикладной физики АН Молдавской ССР, с 1974 года — вице-президент АН Молдавской ССР.
Получил свыше 50 авторских свидетельств СССР и ряд зарубежных патентов на разработанные им технологические процессы (Франция, Великобритания, Швейцария, Бельгия, Канада, Германия). Был главным редактором журнала «Электронная обработка материалов».

## Признание
- Сталинская премия третьей степени (1946) — за изобретение электроискрового способа обработки металлов (вместе с женой)
- ордена и медали

## Основные работы
- Усов В. В., Лазаренко Б. Р., Заславская Л. В. Исследование переноса и коррозии металла под действием электрических разрядов на разрывных контактах. — М.: ОБТИ Главэлектропрома Наркоммаша, 1938. — 28 с.
- Лазаренко Б. Р., Лазаренко Н. И. Электрическая эрозия металлов. [Вып. 1.] — М.; Л.: Госэнергоиздат, 1944. — 28 с.
- Лазаренко Б. Р., Лазаренко Н. И. Электрическая эрозия металлов. Вып. 2. — М.; Л.: Госэнергоиздат, 1946. — 32 с.
- Лазаренко Б. Р., Лазаренко Н. И. Физика искрового способа обработки металлов. Под ред. Б. Н. Кабанова. — М.: Ред. и тип. ЦБТИ, 1946. — 76 с.
- Лазаренко Б. Р., Лазаренко Н. И. Электроискровая обработка металлов. — М.: Госэнергоиздат, 1950. — 120 с.
- Лазаренко Б. Р. Достижения в области электроискровой обработки металлов в СССР. Стенограмма публичной лекции. — М.: «Знание», 1952. — 23 с.
- Лазаренко Б. Р. Применение электроискровой обработки при ремонте сельскохозяйственных машин // В сб. конференции по передовым методам ремонта и повышению долговечности машинно-тракторного парка МТС и совхозов. — М.: [Б. и.], 1955. — 28 с.
- Электроискровая обработка металлов. Сб. статей. Отв. ред. Б. Р. Лазаренко. — М.: Изд-во АН СССР, 1957. — 226 с.
- Лазаренко Б. Р., Лазаренко Н. И. Электроискровая обработка токопроводящих материалов. — М.: Изд-во АН СССР, 1958. — 184 с.
- Лазаренко Б. Р. Перспективы внедрения электрических методов обработку металлов в машиностроении и приборостроении. — М.: ЦИНТИМаш, 1960. — 12 с.
- Проблемы электрической обработки материалов. Сб. статей. Отв. ред. Б. Р. Лазаренко. — М.: Изд-во АН СССР, 1960. — 248 с.
- Электроискровая обработка металлов. Сб. статей. Отв. ред. Б. Р. Лазаренко. — М.: Изд-во АН СССР, 1960. — 263 с.
- Лазаренко Б. Р. Электрические методы обработки металлов и сплавов. — М.: [Б. и.], 1961. — 65 с.
- Проблемы электрической обработки материалов. Сб. трудов. Ред. Б. Р. Лазаренко. — М.: [Б. и.], 1962.
- Связанные состояния электронов в полупроводниках и металлах. Ред. коллегия: Б. Р. Лазаренко и др. — Кишинев: «Картя молдовеняскэ», 1966. — 91 с.
- Оптические и механические свойства полупроводников и диэлектриков. Сб. статей. Ред. коллегия: Б. Р. Лазаренко и др. — Кишинев: «Картя молдовеняскэ», 1967. — 100 с.
- Лазаренко Б. Р., Фурсов С. П., Факторович А. А. и др. Коммутация тока на границе металл-электролит. — Кишинев: [Изд-во АН МССР], 1971. — 74 с.
- Лазаренко Б. Р., Фурсов С. П., Щеглов Ю. А. Электроплазмолиз. — Кишинев: «Картя молдовеняскэ», 1977. — 79 с.
- Лазаренко Б. Р. Электрические способы обработки металлов и их применение в машиностроении. Учебное пособие. — М.: Машиностроение, 1978. — 41 с.